# Nouillorque
Nouillorque est une cacographie volontaire du toponyme « New York ». D'abord littéraire, elle a ensuite été reprise par l'argot, notamment sur Internet où l'on trouve également la variante « Niouillorque ».
Le gentilé correspondant est « Nouillorquais », « Nouillorquaise » (pour « New-Yorkais » et « New-Yorkaise »).

## Origine et utilisation
Bien que la paternité de cette cacographie ne soit pas certaine, elle est souvent attribuée à René Étiemble, qui a effectivement employé ce terme en 1963.
À partir de 1955 et dans Le Ramancheur démanché, elle apparaît de manière récurrente dans l'œuvre de l'écrivain québécois Jacques Ferron.
On la retrouve également en 1979 dans le titre d'un court-métrage réalisé par Jakobois : Le Lougarou de Nouillorque.
En février 1983, le mensuel de bande dessinée Fluide glacial fait la couverture de son no 80 sur un dessin de l'Américain Neal Adams représentant le personnage de Superdupont volant aux côtés de Superman, accompagné du texte « Superdupont goze tou Nouillorque » (« Superdupont goes to New York », soit en français « Superdupont va à New York »).
De nos jours, les internautes semblent s'être emparés de cette graphie volontairement fantaisiste, puisqu'elle se rencontre couramment dans les clavardages (messageries instantanées) et les forums.

## Connotation péjorative
Cette cacographie est peut-être entachée d'une connotation péjorative et d'un certain antiaméricanisme, en partie parce qu'elle ne manque pas d'évoquer l'idée de nouille dans l'imaginaire du locuteur francophone, écornant ainsi le prestige dont bénéficie habituellement la « Grosse Pomme ».
Son emploi sous-entend un refus du franglais[pourquoi ?]. Cette cacographie anglais/français n'est pas sans exemple, tel le « coquetèle » (pour cocktail) attribué à Boris Vian (aussi parfois écrit « coquetel » au Québec). L'usage de cette forme en lieu et place de la graphie habituelle n'est donc pas anodin : on peut parler de figure de style, un peu comme si les Américains orthographiaient Paris comme ils le prononcent : « Pairisss ». On peut noter aussi l'utilisation systématique par Marcel Aymé dès les années 30 de ouiquende (week-end), coquetèle (cocktail), biftèque (beefsteack), de même que chez Alphonse Boudard.

## Prononciation de New York
La graphie « Nouillorque » correspond à la prononciation française de « New York » alors que « New Delhi » est prononcé « Nioudéli ».
Les dictionnaires indiquent que « new » (« nouveau » en anglais) est prononcé « nou » aux États-Unis et « niou » au Royaume-Uni.

## Formations analogues
Quelques autres variations sur le nom de New York :
- Nouillorc : commune française fictive inventée en mars 2006 pour les besoins d'une campagne publicitaire vantant les services de Voyages-sncf.com.
D'autres villes célèbres se voient imitées de la sorte :  Quancoune pour Cancún, St-Gapour pour Singapour, Losse-en-Gelaisse pour Los Angeles[5];
- Niourk : ville mythique prenant place sur les ruines d'un New York ravagé par un cataclysme nucléaire, dans un roman d'anticipation du même nom, Niourk, écrit par Stefan Wul en 1957 ;
- Nougayork : disque de Claude Nougaro datant de 1987, dont le titre est un mot-valise formé à partir de « New York » (l'album y a été écrit et enregistré), et du nom de son auteur.